# Вудстаун (Нью-Джерсі)
Вудстаун (англ. Woodstown) — місто (англ. borough) в США, в окрузі Салем штату Нью-Джерсі. Населення — 3678 осіб (2020).

## Географія
Вудстаун розташований за координатами 39°39′1″ пн. ш. 75°19′34″ зх. д. / 39.65028° пн. ш. 75.32611° зх. д. (39.650178, -75.326232).  За даними Бюро перепису населення США в 2010 році місто мало площу 4,21 км², з яких 4,10 км² — суходіл та 0,10 км² — водойми.

## Демографія
Згідно з переписом 2010 року, у селищі мешкало 3505 осіб у 1444 домогосподарствах у складі 938 родин. Було 1529 помешкань
Расовий склад населення:
| - 82,3 % — білих - 11,4 % — чорних або афроамериканців - 1,2 % — азіатів - 0,5 % — корінних американців - 1,3 % — осіб інших рас |

До двох чи більше рас належало 3,3 %. Частка іспаномовних становила 5,6 % від усіх жителів.
За віковим діапазоном населення розподілялося таким чином: 25,2 % — особи молодші 18 років, 60,3 % — особи у віці 18—64 років, 14,5 % — особи у віці 65 років та старші. Медіана віку мешканця становила 39,0 року. На 100 осіб жіночої статі у селищі припадало 90,2 чоловіків;  на 100 жінок у віці від 18 років та старших — 85,5 чоловіків також старших 18 років.
Середній дохід на одне домашнє господарство  становив 92 451 долар США (медіана — 82 738), а середній дохід на одну сім'ю — 109 799 доларів (медіана — 102 411). Медіана доходів становила 77 273 долари для чоловіків та 41 926 доларів для жінок. За межею бідності перебувало 11,4 % осіб, у тому числі 17,6 % дітей у віці до 18 років та 10,4 % осіб у віці 65 років та старших.
Цивільне працевлаштоване населення становило 1714 особи. Основні галузі зайнятості: освіта, охорона здоров'я та соціальна допомога — 29,6 %, фінанси, страхування та нерухомість — 9,7 %, роздрібна торгівля — 9,0 %.